# Liste der Bodendenkmäler in Heidenberg (gemeindefreies Gebiet)
Auf dieser Seite sind die Bodendenkmäler in dem mittelfränkischen gemeindefreien Gebiet Heidenberg (gemeindefreies Gebiet) zusammengestellt. Diese Tabelle ist eine Teilliste der Liste der Bodendenkmäler in Bayern. Grundlage ist die Bayerische Denkmalliste, die auf Basis des Bayerischen Denkmalschutzgesetzes vom 1. Oktober 1973 erstmals erstellt wurde und seither durch das Bayerische Landesamt für Denkmalpflege geführt wird. Die folgenden Angaben ersetzen nicht die rechtsverbindliche Auskunft der Denkmalschutzbehörde.

| Lage                  | Objekt                                                                            | Akten-Nr.     | Bild |
| --------------------- | --------------------------------------------------------------------------------- | ------------- | ---- |
| Heidenberg (Standort) | Vorgeschichtlicher Bestattungsplatz mit mindestens acht verschleiften Grabhügeln. | D-5-6731-0026 |      |
| Heidenberg (Standort) | Mittelalterliche Abschnittsbefestigung (Burgstall Osterwiese).                    | D-5-6732-0019 |      |